# Balterley
Balterley is een civil parish in het bestuurlijke gebied Newcastle-under-Lyme, in het Engelse graafschap Staffordshire met 204 inwoners.